# Elena Amat Calderón
Elena Amat Calderón de Wienken (València, 13 de gener del 1910 – Madrid, 4 d'agost del 2006) va ser una professora universitària i arxivera valenciana. Va ser la primera dona docent de la Facultat de Geografia i Història de la Universitat Central de Madrid, actual Universitat Complutense; on també va exercir tasques de bibliotecària. A més, va ser directora de la biblioteca de l'Ateneu de Madrid entre el 1941 i el 1953, càrrec que va abandonar per passar a dirigir les Biblioteques Populars de Madrid. Al llarg de la seva vida, va rebre diversos reconeixements per la seva feina com a bibliotecària i arxivera, com l'orde civil d'Alfons X el savi (1953), la medalla de l'Institut del Llibre Espanyol (1971) i el llaç de dama de l'orde d'Isabel la Catòlica (1980).